# Гай Ацилий
Гай Ацилий (на латински: Gaius Acilius) e римски сенатор и историк от плебейския gens на Ацилиите. Той владее гръцки и през 155 пр.н.е. е преводач на философите Карнеад, Диоген и Критолай, които са посланици на Атина в Рим.
Ацилий пише една история на гръцки от основаването на град Рим до годината на цензурата на стария Катон, 184 пр.н.е., която е издадена през 142 пр.н.е. Останалите фрагменти от произведението са преведени на латински от един Клавдий, вероятно Квинт Клавдий Квадригарий.